# Inside the Chinese Closet
Inside the Chinese Closet è un docu-film del 2015, diretto da Sophia Luvara, incentrato sulle difficoltà vissute dalla comunità omosessuale in Cina.

## Trama
In Cina la comunità omosessuale è osteggiata dal governo e dalla società in generale. Andy, un uomo gay, e Cherry, una donna lesbica, devono convivere con una società che non li accetta per quello che sono. Entrambi sono spinti dalle loro famiglie a sposarsi e ad avere un figlio a qualunque costo.

## Prima visione italiana
L'opera è stata distribuita in Italia per la prima volto da Rai 3, tramite il programma Doc 3, il 24 agosto 2017 alle 22.50 ottenendo 287.000 spettatori pari al 2.19% di share.

## Riconoscimenti
Festival di Berlino 2016
- Candidatura – Amnesty International Film Prize (Sophia Luvara)
- Candidatura – Miglior film documentario (Sophia Luvara)